# 田新
田新，舊稱田心仔，是臺灣新竹縣新埔鎮的一個傳統地域名稱，位於該鎮中部偏西南。相較於今日行政區，其範圍大致與田新里相近。

## 歷史
台灣清治末期至日治初期，田新地區為一街庄，稱為「田新庄」，隸屬於竹北二堡。該庄北與樟樹林庄、新埔街、四座屋庄為鄰，東與五份埔庄為鄰，南邊為內立庄、石頭坑庄，西南邊及西邊為犁頭山庄。
1901年（日治明治三十四年）11月，全台廢縣廳改設二十廳，該庄隸屬於新竹廳。1909年（明治四十二年）10月，合併二十廳為十二廳，該庄隸屬不變。1920年（大正九年），廢十二廳改設五州二廳，該庄改制為「田新」大字，隸屬於新竹州中壢郡新埔庄。1941年，新埔庄升格為新埔街。
戰後新埔街改制為新埔鎮，隸屬於新竹縣，大字亦改制為里。1950年桃、竹、苗分治，新埔鎮隸屬不變。

## 交通
縣道115號是觀音至芎林的道路，大致以縱向曲折經過田新地區中部偏東地帶，向北轉東北可前往楊梅、新屋、觀音等地，向南可前往芎林。
縣道118號是舊港至羅浮的道路，也是鳳山溪流域的主要連絡道路，大致以西南—東北走向經過田新地區西北端，再以西北－東南走向經過田新地區東北端，向西南轉西北可前往竹北、南寮並止於縣道122號路口，向東南可前往關西、馬武督、羅浮並止於省道台7線路口。